# Emil Kessler
Pour les articles homonymes, voir Kessler.
Emil Julius Carl Kessler (20 août 1813 – 16 mars 1867) est un industriel allemand, fondateur de la Maschinenfabrik Esslingen.